# Courcelles-en-Montagne
Courcelles-en-Montagne é uma comuna francesa na região administrativa de Grande Leste, no departamento de Haute-Marne. Estende-se por uma área de 15,16 km². Em 2010 a comuna tinha 89 habitantes (densidade: 5,9 hab./km²).